# St. Erhard (Walpertskirchen)

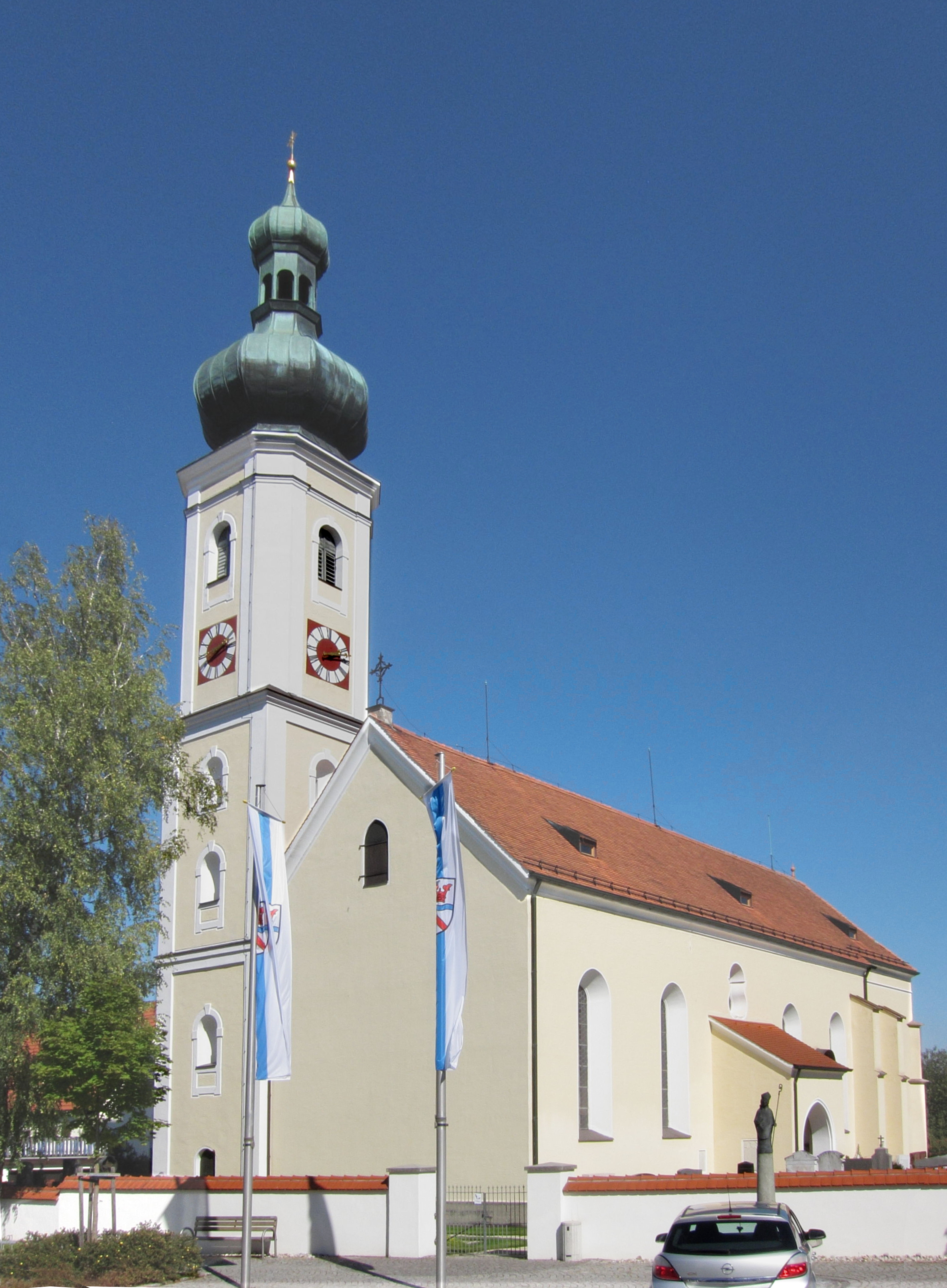
St. Erhard in Walpertskirchen

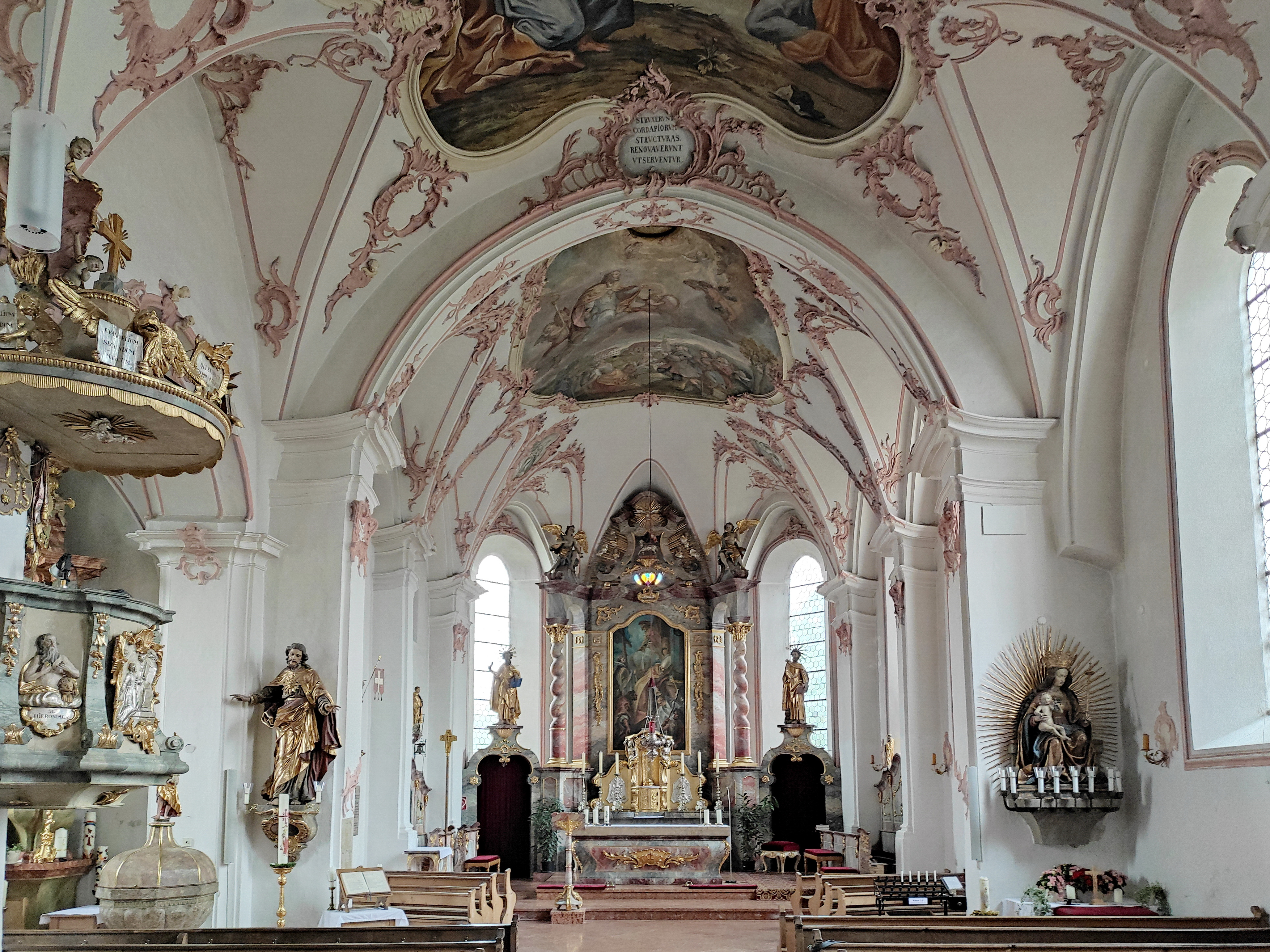
Blick zum Chor

Die römisch-katholische Pfarrkirche St. Erhard steht in der Gemeinde Walpertskirchen im oberbayerischen Landkreis Erding. Sie ist in der Liste der Baudenkmäler in Walpertskirchen unter der Nummer D-1-77-142-1 eingetragen. Die Kirche gehört zum Dekanat Erding im Erzbistum München und Freising.

## Beschreibung
Eine Kirche in Walpertskirchen gibt es seit dem 12. Jahrhundert, an deren Stelle 1491 die bestehende zweischiffige Kirche im Stil der Gotik gebaut worden sein dürfte. Vollendet war sie wahrscheinlich zu Beginn des 16. Jahrhunderts, was ein mit 1508 datiertes Fresko an der Außenwand des mit Strebepfeilern gestützten Chors vermuten lässt. In der zweiten Hälfte des 18. Jahrhunderts wurde die Kirche unter der Leitung von Johann Baptist Lethner barock umgestaltet. Insbesondere wurden die Rippen des gotischen Netzgewölbes abgeschlagen; der Raum erhielt ein mit Stukkaturen von Johann Anton Pader und mit Fresken gestaltetes Tonnengewölbe. Das Hauptschiff und das Seitenschiff sind durch Arkaden miteinander verbunden. Die Sakristei mit Oratorium im Obergeschoss steht in der Nordostecke von Chor und Seitenschiff, der bis zur Turmkugel etwa 51 Meter hohe Kirchturm mit Turmuhr, Zwiebelhaube und Laterne am Ende des Seitenschiffs im Westen. Am 9. April 1900 stürzte der Turm ein. Der Neubau war 1904 fertig und in Verbindung damit eine Verlängerung des Kirchenschiffs um zwei Joche. 1884 war die Kirche  erstmals restauriert und durch den Münchner Architekten Joseph Elsner senior teilweise neu ausgestattet worden.
Hauptteil des Hochaltars ist das Altarblatt zwischen zwei schräg gestellten Arkaden mit gewendelten Säulen im Vordergrund, auf denen das Gebälk mit dem Altarauszug liegt. Im Gemälde des Altarblatts ist der Kirchenpatron St. Erhard im Bischofsgewand dargestellt, der die blind geborene Herzogstochter Odilia tauft. Wie die Legende berichtet, erhielt Odilia dadurch das Augenlicht. Im Altarauszug sind das Lamm Gottes und in einem Strahlenkranz der Heilige Geist in Gestalt der Taube dargestellt. Über den Opfergangsportalen links und rechts vom Altar stehen Statuen des Evangelisten Matthäus und des Evangelisten Markus, erkennbar an ihren Symbolen Mensch – hier ein kleines Kind – und Löwe.
Seitenaltäre hat die Kirche nicht. Stattdessen steht am Übergang vom Kirchenschiff zum Chor auf einer Konsole rechts die Statue einer sitzenden gotischen Madonna aus der Zeit um 1500. Sie befand sich seit der Säkularisation in Privatbesitz und kam 1958 in die Pfarrkirche zurück. Auf der gegenüberliegenden Seite steht eine Figur des heiligen Josef mit dem Jesuskind.

## Orgel

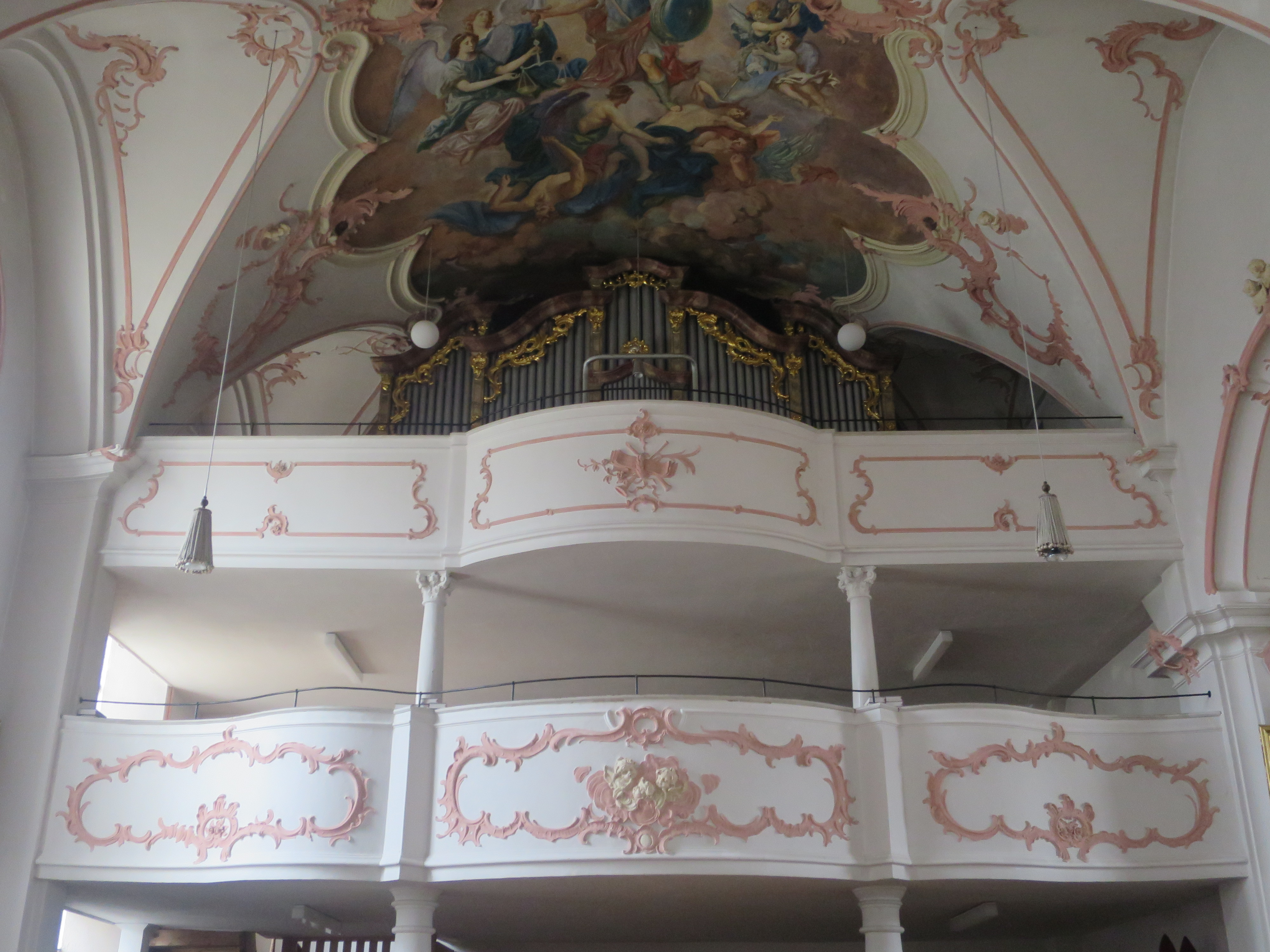
Orgel

Die Orgel mit 18 Registern auf zwei Manualen und Pedal wurde 1940 von Fritz Mertel erbaut. Die Disposition des pneumatischen Kegelladen-Instruments lautet:
| I. Manual C–g3 |    |
| Principal      | 8′ |
| Gemshorn       | 8′ |
| Hohlflöte      | 8′ |
| Octave         | 4′ |
| Mixtur         | 2′ |

| II. Manual C–g3  |       |
| Gedackt          | 8′    |
| Salicional       | 8′    |
| Unda Maris       | 8′    |
| Labialklarinette | 8′    |
| Prästant         | 4′    |
| Traversflöte     | 4′    |
| Sesquialter      | 2 ⁄3′ |
| Blockflöte       | 4′    |
| Cymbel           | 1′    |
| Tremolo          |       |

| Pedal C–f1 |     |
| Subbaß     | 16′ |
| Zartbaß    | 16′ |
| Octavbaß   | 08′ |
| Choralbaß  | 04′ |